# Mike Adam
Mike Adam (Labrador City, Új-Fundland és Labrador, 1981. június 3. –) kanadai olimpiai bajnok curlingjátékos.
Részt vett a 2006. évi téli olimpiai játékokon is, ahol egy mérkőzésen játszott, amikor Jamie Korab beteg volt. Mike Adam a 2001-es Kanadai Junior Curlingbajnokság győztes csapatának fontos tagja volt.